# Комарне
Комарне (пол. Komarne) — село в Польщі, у гміні Парчів Парчівського повіту Люблінського воєводства.
Населення — 86 осіб (2011).
У 1975-1998 роках село належало до Білопідляського воєводства.

## Демографія
Демографічна структура станом на 31 березня 2011 року:
|          | Загалом | Допрацездатний вік | Працездатний вік | Постпрацездатний вік |
| -------- | ------- | ------------------ | ---------------- | -------------------- |
| Чоловіки | 49      | 15                 | 30               | 4                    |
| Жінки    | 37      | 5                  | 20               | 12                   |
| Разом    | 86      | 20                 | 50               | 16                   |